# Château d'Elda
 (avril 2025).
Si vous disposez d'ouvrages ou d'articles de référence ou si vous connaissez des sites web de qualité traitant du thème abordé ici, merci de compléter l'article en donnant les références utiles à sa vérifiabilité et en les liant à la section « Notes et références ».
Le Château d'Elda est une forteresse historique située à Elda, dans la province d'Alicante, en Espagne. Érigé au XIIe siècle par les Almohades, il a été agrandi après la reconquête chrétienne au XIIIe siècle. Au fil des siècles, il a servi de résidence à des familles nobles telles que les Coloma, qui l'ont transformé en palais comtal aux XVIe et XVIIe siècles.
Le château, classé Bien d'Intérêt Culturel, se dresse sur une colline surplombant la rivière Vinalopó. Il présente une architecture mêlant éléments islamiques et chrétiens, avec notamment dix tours quadrangulaires, une chapelle médiévale et Renaissance, une citerne souterraine et un escalier comtal du XVe siècle.
Après une période de déclin, des travaux de restauration ont été entrepris, et le site est désormais accessible au public.